# Complesso monumentale di Santa Maria la Nova

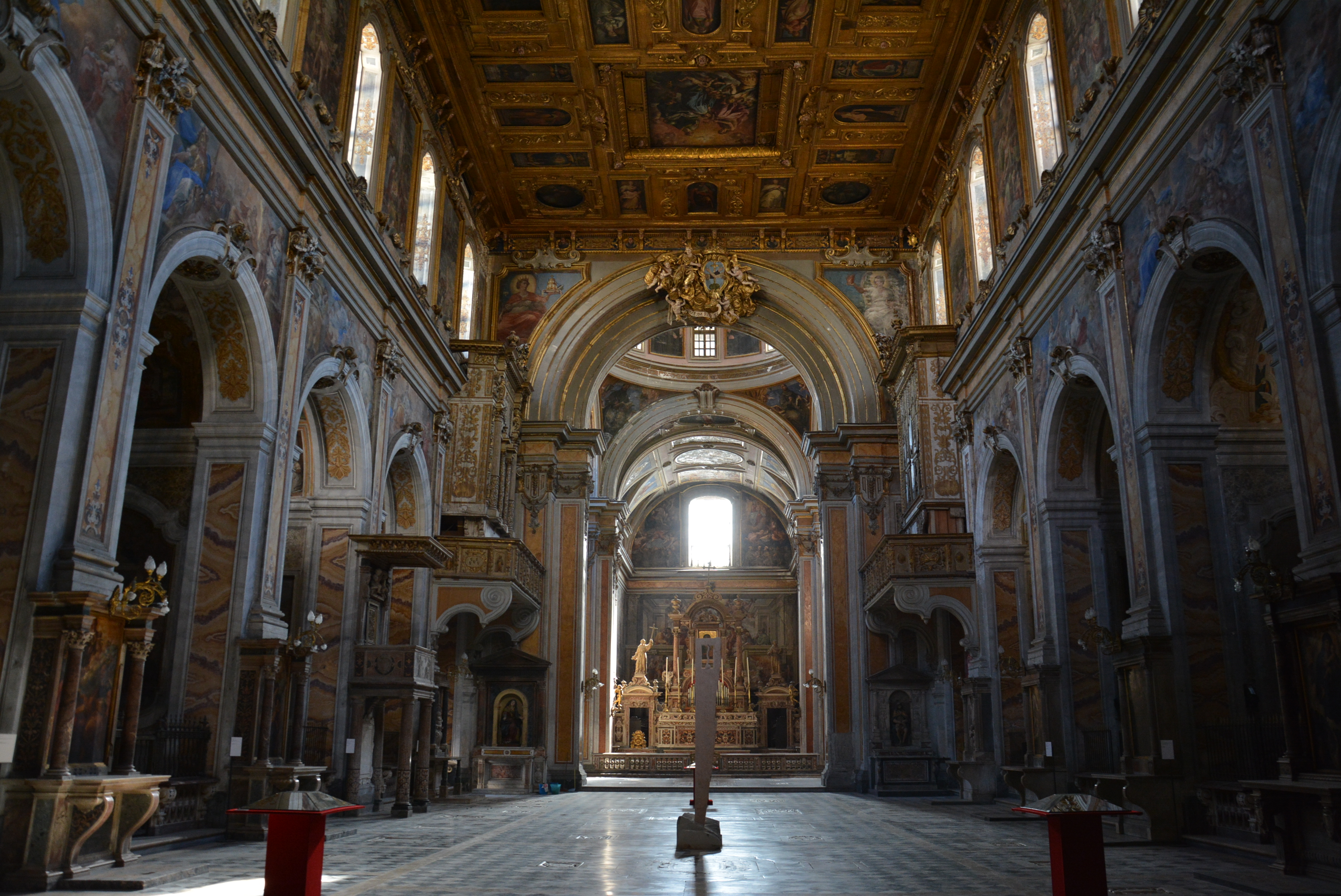
L'interno della chiesa di Santa Maria la Nova

Il complesso monumentale di Santa Maria la Nova è un complesso artistico-religioso di Napoli, situato nel centro storico, nei pressi di piazza Bovio: è composto da una chiesa, un ex convento ed un museo.

## Storia e descrizione
L'intero complesso è stato costruito a partire dal 1279, anno in cui Carlo I d'Angiò dona un terreno poco fuori le mura della città all'ordine dei Frati Minori, i quali avevano dovuto lasciare la chiesa di Santa Maria ad Palatium, abbattuta per far posto al costruendo Maschio Angioino.
Il complesso è così composto:
- La chiesa di Santa Maria la Nova è stata ricostruita quasi interamente tra il 1596 ed il 1599 su disegno di Giovanni Cola di Franco[2]: si presenta a navata unica con sette cappelle su ogni lato; tra le particolarità il soffitto in legno dorato, sotto il quale sono applicate quarantasei tavole dipinte da diversi artisti come Francesco Curia, Girolamo Imparato e Fabrizio Santafede[1], mentre sull'altare maggiore è posta la Madonna con Bambino, risalente al XIII secolo, dipinta su rame e già custodita all'interno della vecchia chiesa di Santa Maria ad Palatium[2]; altri artisti presenti, sia con opere pittoriche che con opere scultorie, sono: Dirk Hendricksz, Battistello Caracciolo, Agostino Beltrano, Ippolito Borghese e Giovanni da Nola[3]. Caratteristica inoltre la seconda cappella sul lato sinistro, chiamata cappellone di San Giacomo della Marca, a sua volta composta da una navata centrale e tre cappelle laterali: ospita le spoglie mortali di san Giacomo della Marca ed è decorata con lavori tra cui spiccano quelli di Luca Giordano, Massimo Stanzione e Giovanni Battista Benaschi[4].

- Il convento di Santa Maria la Nova è stato attivo fino alla fine del XIX secolo: questo si compone di due chiostri, di cui quello minore dipinto con un ciclo di affreschi con Scene della vita di san Giacomo della Marca, opera attribuita a Andrea De Lione[5], e costellato di numerose lapidi sepolcrali[2], mentre quello maggiore, ceduto agli uffici della provincia, ha perso gli affreschi che l'adornavano, raffiguranti Scene della vita di San Francesco di Luigi Rodriguez[6]. Fanno parte del convento anche la sagrestia e il refettorio[5]. Nei piani superiori del convento, nelle antiche celle dei monaci, è stato istituito il museo d'arte religiosa contemporanea: questo è stato inaugurato nel 2006 ed ospita opere di diversi artisti contemporanei[7].